# Туямуюнська ГЕС
Туямуюнська ГЕС — гідроелектростанція в Узбекистані. Використовує ресурс із річки Амудар'я, яка тече до Аральського моря.
У межах проєкту долину річки перекрили земляною греблею висотою 34 м та довжиною 900 м, а безпосередньо в річищі облаштували бетонну секцію з водопропускними пристроями та машинним залом. Гребля утримує Руслове водосховище, з'єднане каналами з розташованим на лівобережжі ще трьома резервуарами — Капарас, Султансанджар і Кошбулак. Разом ці водойми мають площу поверхні 790 км2, а їх сукупний об'єм становив 7,8 млрд м3 (корисний об'єм 5,27 млрд м3). На початок 2000-х внаслідок замулювання загальний об'єм скоротився до 6,8 млрд м3.
Основне обладнання станції становлять шість турбін потужністю по 25 МВт, які використовують напір у 14 метрів та повинні забезпечувати виробництво 1 млрд кВт·год електроенергії на рік.